# Amani Aréwa
Amani Aréwa (auch: Guidan Amani Aréwa, Guidan Amani Ariwa) ist ein Dorf in der Landgemeinde Attantané in Niger.

## Geographie
Das von einem traditionellen Ortsvorsteher (chef traditionnel) geleitete Dorf befindet sich rund 24 Kilometer nordwestlich des Hauptorts Attantané der gleichnamigen Landgemeinde, die zum Departement Mayahi in der Region Maradi gehört. Zu den Siedlungen in der näheren Umgebung von Amani Aréwa zählen Guidan Tinao im Nordwesten, El Moctar im Nordosten, Maïbagaï im Osten, Toubounda im Südosten und Guidan Wari im Westen.
Es herrscht das Klima der Sahelzone vor, mit einer durchschnittlichen jährlichen Niederschlagsmenge zwischen 300 und 400 mm. Die Landschaft zwischen den Trockentälern Goulbin Kaba und Tarka, in der das Dorf liegt, ist von alten, unbeweglichen Dünen geprägt.

## Bevölkerung
Bei der Volkszählung 2012 hatte Amani Aréwa 582 Einwohner, die in 86 Haushalten lebten. Bei der Volkszählung 2001 betrug die Einwohnerzahl 366 in 45 Haushalten und bei der Volkszählung 1988 belief sich die Einwohnerzahl auf 1118 in 154 Haushalten.
Die Bevölkerungsdichte in diesem Gebiet ist für nigrische Verhältnisse hoch.

## Wirtschaft und Infrastruktur
Das Gebiet der Ebenen im südlichen Teil der Region Maradi, wo sich Amani Aréwa befindet, ist von einer anhaltenden Degradation der ackerbaulichen Flächen gekennzeichnet, die mit der hohen Bevölkerungsdichte in Zusammenhang steht. Im Dorf ist ein Gesundheitszentrum des Typs Centre de Santé Intégré (CSI) vorhanden. Es gibt eine Schule.